# Петереки
Петереки (груз. პეტერეკის ციხე) — средневековая крепость, расположенная в историческом регионе Тао (ныне территория Турции), в селе Петерек Юсуфельского района, Артвинской области.

## Описание
Верхняя отметка на высоте 730 метров над уровнем моря. Комплекс включает в себя башню, церковь и основное сооружение. Интерьер полностью раскопан охотниками за сокровищами.